# Hod oštěpem

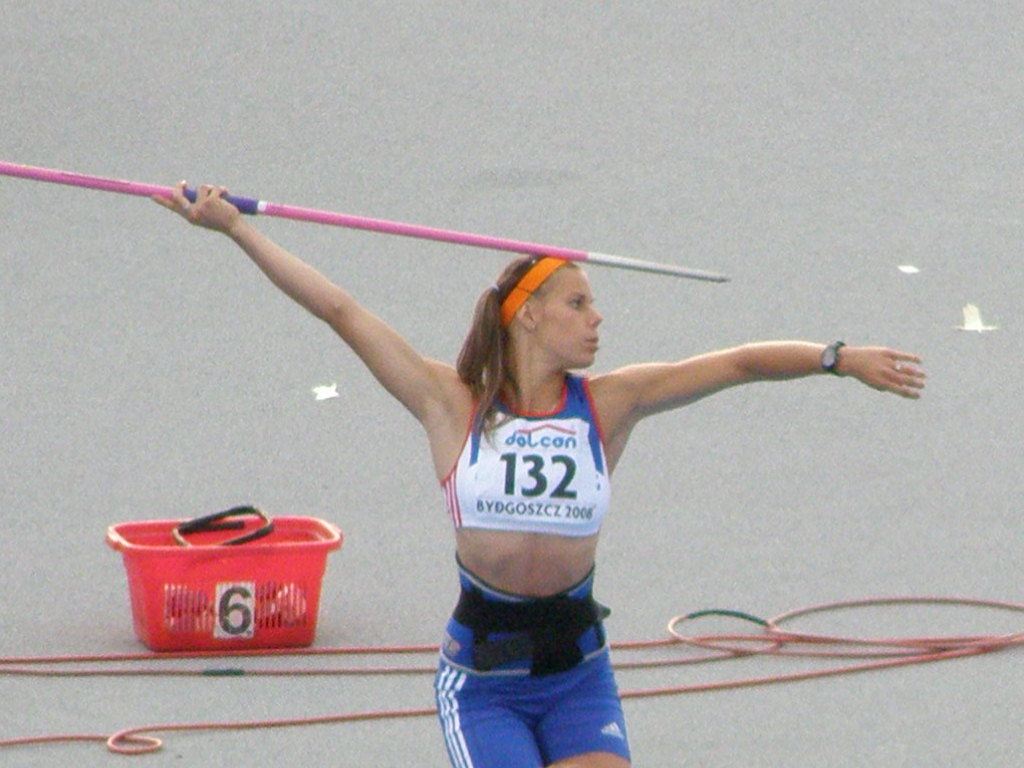
Nikola Ogrodníková na Mistrovství světa juniorů v atletice 2008

Hod oštěpem je atletická disciplína. Má svůj původ ve vojenském výcviku starých Řeků, byla i součástí starověkého olympijského pětiboje. Existují tři různé styly držení oštěpu. Většina nejlepších oštěpařů používá finský styl. Nářadí se drží mezi palcem a třemi posledními prsty, zatímco ukazováček je vespod. Aby hod platil, musí oštěp letět do kruhové výseče vymezené bílými čarami. Musí rovněž dopadnout hlavicí (přední část oštěpu) napřed, není však nutné, aby se zabodl do země (ale musí zanechat stopu). Hod oštěpem se závodí samostatně, ale také jako součást mužského desetiboje a ženského sedmiboje.
Ženský oštěp je poněkud kratší a lehčí než mužský typ (váží 600 g oproti 800 g u mužského oštěpu). Před úpravou těžiště oštěpu drželi světový rekord Němci Uwe Hohn (104,80 m z roku 1984) a Petra Felkeová (80,00 m z roku 1988). A právě přehození fotbalového hřiště Hohnem vedlo IAAF v dubnu 1986 k rozhodnutí posunout těžiště o 4 cm dopředu, čímž jednak došlo ke zkrácení vzdálenosti hodů o cca 10 % a současně též k větší eliminaci případů, kdy oštěp dopadl naplocho a nezapíchl se, kvůli čemuž dříve vznikaly spory o platnosti či neplatnosti takových hodů. U ženského oštěpu bylo o posunutí těžiště rozhodnuto v roce 1999.
Držitelem světového rekordu v hodu oštěpem v současné podobě je Jan Železný s rekordní délkou hodu 98,48 m z roku 1996. Jan Železný je jedním z nejlepších oštěpařů historie, třikrát vyhrál olympijské hry i mistrovství světa, vytvořil šest světových rekordů a z 10 nejdelších hodů mu patří pět. Přes devadesát metrů hodil 54×. Rychlost oštěpu při odhodu údajně u Železného přesáhla i 100 km/h.[zdroj?] Také v ženské kategorii je držitelkou světového rekordu (72,28 m) v hodu oštěpem v současné podobě česká oštěpařka Barbora Špotáková (od září roku 2008 na Světovém atletickém finále ve Stuttgartu).
Velkou postavou českého oštěpu byla také Dana Zátopková (1922–2020), vítězka LOH 1952, stříbrná na LOH 1960 a dvojnásobná mistryně Evropy, svého času opakovaně držitelka světového rekordu. Medaile v hodu oštěpem získali na velkých závodech (OH, MS a ME) ještě Vítězslav Veselý, Jakub Vadlejch a Petr Frydrych. Česko je proto (vedle např. Finska) považováno za oštěpařskou velmoc.[zdroj?]

## Současné rekordy

### Současní světoví rekordmani

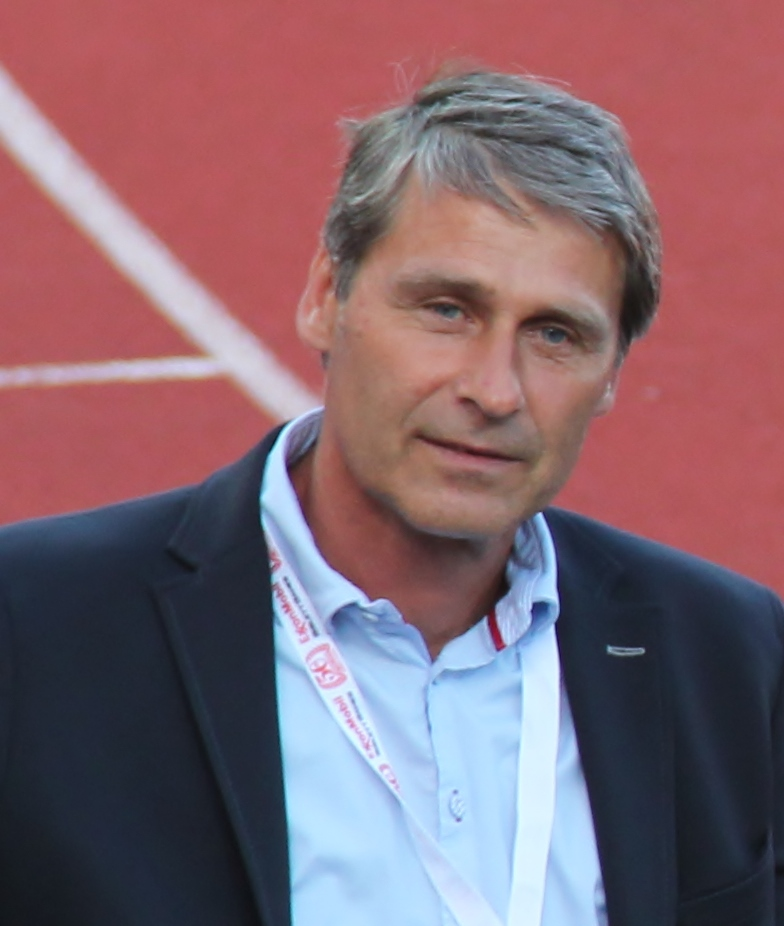
Muži - Jan Železný 98,48 m
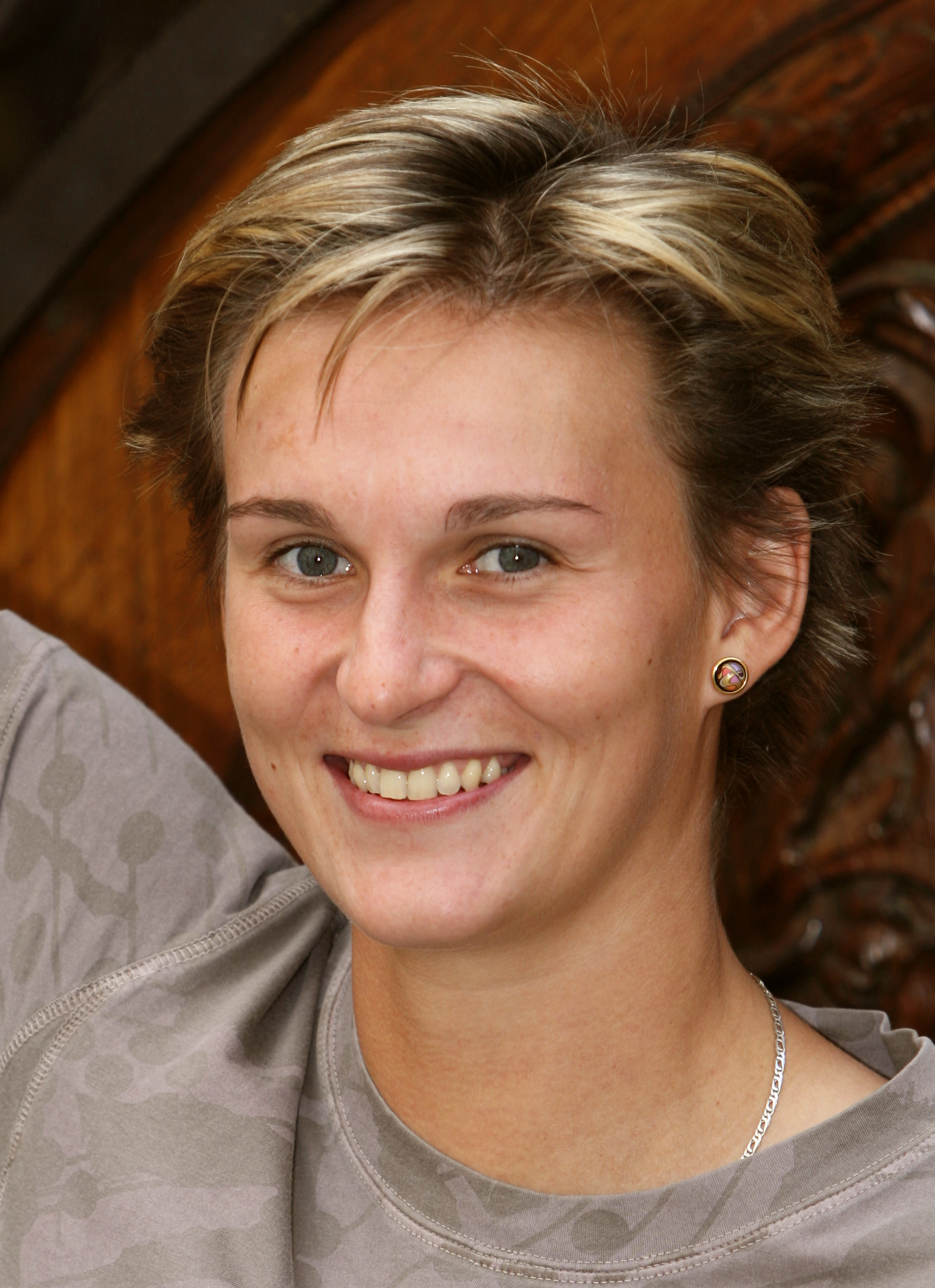
Ženy - Barbora Špotáková 72,28 m

### Současné rekordy (současný model oštěpu)
- Jan Železný 98,48 m – (rekord platící po změně těžiště oštěpu v roce 1986)
- Barbora Špotáková 72,28 m – (rekord platící po změně těžiště oštěpu v roce 1999)

| Muži              |           |             |          |          |               |
| Rekord            | Výkon (m) | Atlet       | Stát     | Město    | Datum rekordu |
| Světový rekord    | 98,48     | Jan Železný | Česko    | Jena     | 25. 5. 1996   |
| Olympijský rekord | 92,97     | Aršad Nadím | Pákistán | Paříž    | 8. 8. 2024    |
| Rekord MS         | 92,80     | Jan Železný | Česko    | Edmonton | 12. 8. 2001   |
| Český rekord      | 98,48     | Jan Železný | Česko    | Jena     | 25. 5. 1996   |

| Ženy              |           |                      |       |           |               |
| Rekord            | Výkon (m) | Atletka              | Stát  | Město     | Datum rekordu |
| Světový rekord    | 72,28     | Barbora Špotáková    | Česko | Stuttgart | 13. 9. 2008   |
| Olympijský rekord | 71,53     | Osleidys Menéndezová | Kuba  | Athény    | 27. 8. 2004   |
| Rekord MS         | 71,70     | Osleidys Menéndezová | Kuba  | Helsinky  | 14.8. 2005    |
| Český rekord      | 72,28     | Barbora Špotáková    | Česko | Stuttgart | 13. 9. 2008   |

### Současné rekordy podle kontinentů
| Rekord                            | Kategorie | Výkon (m) | Atlet                  | Stát                  | Město         | Datum       |
| --------------------------------- | --------- | --------- | ---------------------- | --------------------- | ------------- | ----------- |
| Evropa                            | Muži      | 98,48     | Jan Železný            | Česko                 | Jena          | 25. 5. 1996 |
| Evropa                            | Ženy      | 72,28     | Barbora Špotáková      | Česko                 | Stuttgart     | 13. 9. 2008 |
| Afrika                            | Muži      | 92,72     | Julius Yego            | Keňa                  | Peking        | 26. 8. 2015 |
| Afrika                            | Ženy      | 69,35     | Sunette Viljoenová     | Jihoafrická republika | New York      | 9. 6. 2012  |
| Asie                              | Muži      | 92,97     | Aršad Nadím            | Pákistán              | Paříž         | 8. 8. 2024  |
| Asie                              | Ženy      | 67,83     | Lü Chuej-chuej         | Čína                  | Šen-jang      | 11. 7. 2019 |
| Severní a střední Amerika         | Muži      | 93,07     | Anderson Peters        | Grenada               | Dauhá         | 13. 5. 2022 |
| Severní a střední Amerika         | Ženy      | 71,70     | Osleidys Menéndezová   | Kuba                  | Helsinky      | 14. 8. 2005 |
| Jižní Amerika                     | Muži      | 91,00     | Luiz Maurízio da Silva | Brazílie              | São Paulo     | 4. 8. 2025  |
| Jižní Amerika                     | Ženy      | 63,84     | Flor Ruiz Hurtado      | Kolumbie              | Cali          | 25. 6. 2016 |
| Oceánie                           | Muži      | 89,02     | Jarrod Bannister       | Austrálie             | Brisbane      | 29. 2. 2008 |
| Oceánie                           | Ženy      | 68,92     | Kimberley Mickle       | Austrálie             | Zlaté pobřeží | 11. 8. 2018 |
| Muži na iaaf.org Ženy na iaaf.org |           |           |                        |                       |               |             |

## Top 10 atletů (současný model oštěpu)

### Muži
| Pořadí           | Výkon (m) | Atlet           | Místo     | Datum       |
| ---------------- | --------- | --------------- | --------- | ----------- |
| 1.               | 98,48     | Jan Železný     | Jena      | 25. 5. 1996 |
| 2.               | 97,76     | Johannes Vetter | Chořov    | 6. 9. 2020  |
| 3.               | 93,90     | Thomas Röhler   | Dauhá     | 5. 5. 2017  |
| 4.               | 93,09     | Aki Parviainen  | Kuortane  | 26. 6. 1999 |
| 5.               | 93,07     | Anderson Peters | Dauhá     | 13. 5. 2022 |
| 6.               | 92,97     | Aršad Nadím     | Paříž     | 8. 8. 2024  |
| 7.               | 92,72     | Julius Yego     | Peking    | 26. 8. 2015 |
| 8.               | 92,61     | Sergej Makarov  | Sheffield | 30. 6. 2002 |
| 9.               | 92,60     | Raymond Hecht   | Oslo      | 21. 7. 1995 |
| 10.              | 92,06     | Andreas Hofmann | Offenburg | 2. 7. 2018  |
| Muži na iaaf.org |           |                 |           |             |

Krátce po změně těžiště začal Miklós Németh, bývalý oštěpař, vyrábět oštěpy s hrubým koncem, se kterými atleti házeli téměř stejně daleko. Tento typ oštěpů v roce 1991 IAAF zakázala a tyto rekordy byly anulovány. Tímto oštěpem nejdále hodil Fin Seppo Räty dne 2. 6. 1991 a to do vzdálenosti 96,96 metrů.

### Ženy
| Pořadí           | Výkon (m) | Atletka                | Místo         | Datum       |
| ---------------- | --------- | ---------------------- | ------------- | ----------- |
| 1.               | 72,28     | Barbora Špotáková      | Stuttgart     | 13. 9. 2008 |
| 2.               | 71,70     | Osleidys Menéndezová   | Helsinky      | 14. 8. 2005 |
| 3.               | 71,40     | Maria Andrejczyková    | Split         | 9. 5. 2021  |
| 4.               | 70,53     | Marija Abakumovová     | Berlín        | 1. 8. 2013  |
| 5.               | 70,20     | Christina Obergföllová | Mnichov       | 23. 6. 2007 |
| 6.               | 69,48     | Trine Hattestadová     | Oslo          | 28. 7. 2000 |
| 7.               | 69,35     | Sunette Viljoenová     | New York      | 9. 6. 2012  |
| 8.               | 69,19     | Christin Hussongová    | Chořov        | 30. 5. 2021 |
| 9.               | 68,92     | Kathryn Mitchellová    | Zlaté pobřeží | 11. 4. 2018 |
| 10.              | 68,43     | Sara Kolaková          | Lausanne      | 6. 6. 2017  |
| Ženy na iaaf.org |           |                        |               |             |

## Vývoj světového rekordu (současný model oštěpu)
| Muži  |                  |             |             |
| Výkon | Jméno            | Datum       | Místo       |
| 85,74 | Klaus Tafelmeier | 21. 9. 1986 | Como        |
| 87,66 | Jan Železný      | 31. 5. 1987 | Nitra       |
| 89,10 | Patrik Bodén     | 24. 5. 1990 | Austin      |
| 89,58 | Steve Backley    | 2.7.1990    | Stockholm   |
| 91,46 | Steve Backley    | 25.1.1992   | North Shore |
| 95,54 | Jan Železný      | 6.4.1993    | Polokwane   |
| 95,66 | Jan Železný      | 29.8.1993   | Sheffield   |
| 98,48 | Jan Železný      | 25.5.1996   | Jena        |

| Ženy  |                      |             |           |
| Výkon | Jméno                | Datum       | Místo     |
| 67,09 | Mirela Maniani       | 28. 8. 1999 | Sevilla   |
| 68,19 | Trine Hattestadová   | 28. 7. 1999 | Bergen    |
| 68,22 | Trine Hattestadová   | 30. 6. 2000 | Řím       |
| 69,48 | Trine Hattestadová   | 28. 7. 2000 | Oslo      |
| 71,54 | Osleidys Menéndezová | 1. 7. 2001  | Rethymno  |
| 71,70 | Osleidys Menéndezová | 14. 8. 2005 | Helsinky  |
| 72,28 | Barbora Špotáková    | 13. 9. 2008 | Stuttgart |

## Top 5 atletů (starý model oštěpu)

### Muži
| Pořadí | Výkon (m) | Atlet         | Místo       | Datum       |
| ------ | --------- | ------------- | ----------- | ----------- |
| 1.     | 104,80    | Uwe Hohn      | Berlín      | 21. 7. 1984 |
| 2.     | 99,72     | Tom Petranoff | Los Angeles | 15. 5. 1983 |
| 3.     | 96,72     | Ferenc Paragi | Tata        | 23. 4. 1980 |
| 3.     | 96,72     | Detlef Michel | Berlín      | 9. 6. 1983  |
| 5.     | 98,80     | Bob Roggy     | Stuttgart   | 29. 8. 1982 |

### Ženy
| Pořadí | Výkon (m) | Atletka          | Místo     | Datum       |
| ------ | --------- | ---------------- | --------- | ----------- |
| 1.     | 80,00     | Petra Felke      | Postupim  | 8. 9. 1988  |
| 2.     | 77,44     | Fatima Whitbread | Stuttgart | 28. 8. 1986 |
| 3.     | 74,76     | Tiina Lillak     | Tampere   | 13. 6. 1983 |
| 4.     | 74,20     | Sofia Sakorafa   | Chania    | 26. 9. 1982 |
| 5.     | 73,58     | Tessa Sanderson  | Edinburgh | 26. 6. 1983 |